# Pro Evolution Soccer Management
 (juillet 2017).
Si vous disposez d'ouvrages ou d'articles de référence ou si vous connaissez des sites web de qualité traitant du thème abordé ici, merci de compléter l'article en donnant les références utiles à sa vérifiabilité et en les liant à la section « Notes et références ».
Pro Evolution Soccer Management (ou PES Management) est un jeu vidéo de management sportif dans le domaine du football édité et développé par Konami en 2006 sur PlayStation 2.
Ce jeu fait partie de la série des Pro Evolution Soccer.

## Système de jeu
Le joueur dirige un manager dans l'équipe qu'il aura choisie parmi six championnats: Allemagne, Angleterre, Espagne, France, Italie, Pays-Bas.
Les équipes nationales ne sont utilisées que pour des matchs amicaux. Aucune compétition internationale n'est jouable.
Il y a six championnats dont trois (Italie, Espagne et Pays-Bas) possèdent une licence officielle.
Le jeu reprend le moteur de Pro Evolution Soccer 5 pour la visualisation des matchs.

## Accueil
- Jeuxvideo.com : 10/20[2]